# Hainbuchen-Zystidenrindenpilz
Der Hainbuchen-Zystidenrindenpilz (Peniophora laeta) ist eine Pilzart aus der Familie der Zystidenrindenpilzverwandten. Er zählt zur Untergattung Gloeopeniophora, die Arten mit freudig gefärbten Fruchtkörpern umfasst.

## Merkmale

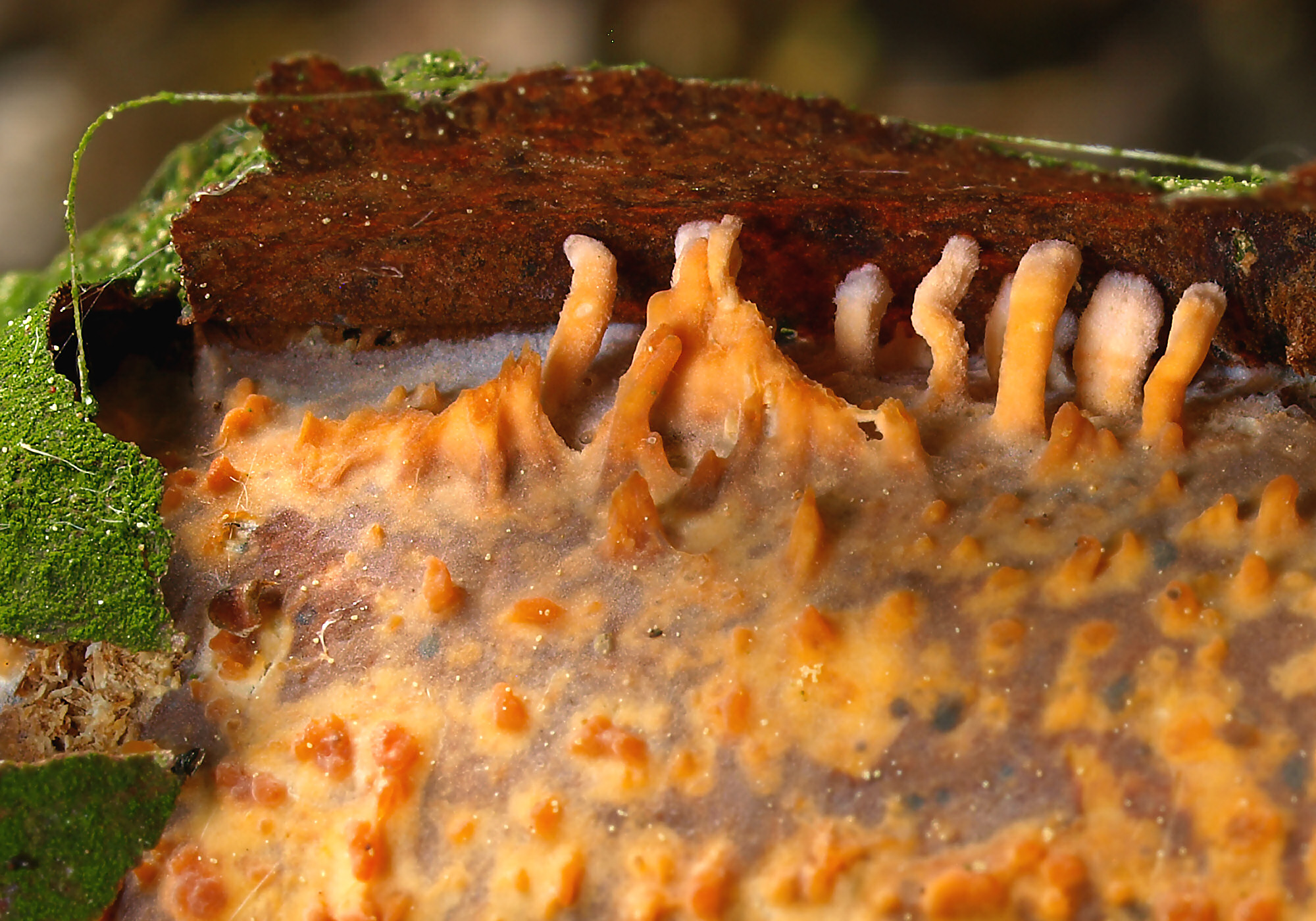
Als einzige Art der Gattung bildet der Hainbuchen-Zystidenrindenpilz Stemmleisten unter der Rinde aus.

### Makroskopische Merkmale
Der Pilz entwickelt unter der Rinde von Hainbuchenästen krustenförmige Fruchtkörper und bildet als einziger Vertreter seiner Gattung Stemmleisten aus, um bei Reife die papierdünne Rinde aufzubrechen. Die streifenförmigen Fruchtkörper werden 10–30 cm lang, sind aber erst nach dem Aufreißen und Ablösen der Rinde zu erkennen. Sie sind häutig-wachsartig und weniger als 0,5 mm dick. Die Oberfläche ist mit dicken Warzen und Zapfen – die Stemmleisten – strukturiert. Frische Exemplare sind auffallend fleischfarben-orange bis orange-rot gefärbt, blassen jedoch bei längerer Trockenheit violett-graulich aus, bekommen Risse und die Stemmleisten schrumpfen zu kleinen, verhärteten Zähnchen ein.

### Mikroskopische Merkmale
Hymenium und Subhymenium enthalten zylindrische bis unregelmäßig angeschwollene und überwiegend mit körnigem Inhalt gefüllte Gloeo-Zystiden – ein Indiz für die Täublingsverwandtschaft der Zystidenrindenpilze (russuloid Klade). Inkrustierte, dickwandige Zystiden fehlen dagegen oder treten nur selten auf.

## Artabgrenzung
Am ehesten kann der Hainbuchen-Zystidenrindenpilz mit dem weit verbreiteten und häufigen Fleischroten Zystidenrindenpilz verwechselt werden. Dieser wächst jedoch meist auf der Rinde und besitzt eine glatte Oberfläche. Ansonsten ist der Pilz aufgrund seiner Substratspezifität unverkennbar.

## Ökologie

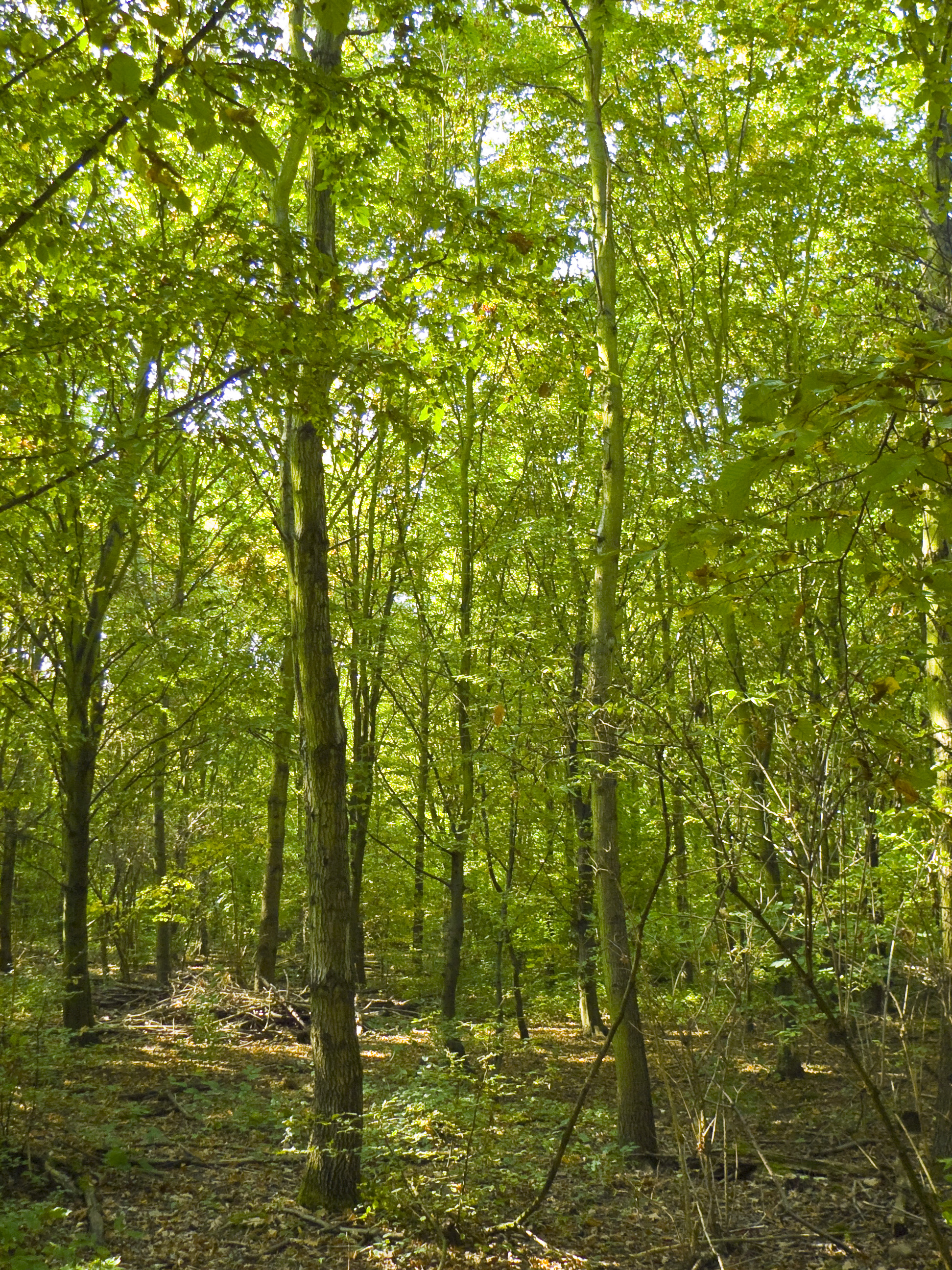
Der Hainbuchen-Zystidenrindenpilz ist vor allem in warmen Eichen-Hainbuchenwäldern verbreitet.

Der Hainbuchen-Zystidenrindenpilz zählt anders als z. B. der Fleischrote Zystidenrindenpilz zu den substratspezifischen Arten der Gattung. Er ist auf das Zersetzen von Hainbuchenästen spezialisiert und kann dort ganzjährig, vor allem im Winterhalbjahr, gefunden werden. Selten besiedelt der Pilz auch anderes Substrat wie beispielsweise Hängebirke und Rotbuche. Frisch wachsen die Fruchtkörper nur in feuchten Witterungsperioden. In entsprechenden Habitaten tritt der Pilz oft massig auf und verursacht im Holz eine intensive Weißfäule. Am selben Aststück fruktifiziert er nur während einer Saison.
Bereits 1968 berichtete der Mykologe Hermann Jahn, dass die Art häufig mit dem Goldgelben Zitterling vergesellschaftet ist. Rund 10 Jahre später schrieb er, dass er eine Wirt-Parasit-Beziehung für möglich hält. Mittlerweile ist die Vermutung belegt.

## Verbreitung
Die Art ist eine Charakterart der Eichen-Hainbuchenwälder, bewohnt zudem wärmebegünstigte Buchenwälder, Hartholzauen und Feldgebüsche. Auch vor Hecken und Garteneinfassungen macht der Pilz nicht halt. Selbst in Städten kann er bei entsprechendem Substratangebot in Parks und an Straßen- und Wegrändern gefunden werden.

## Bedeutung
Als Saprobiont von abgestorbenen Ästen hat der Hainbuchen-Zystidenrindenpilz keine wirtschaftliche Bedeutung. Die krustenförmigen Fruchtkörper sind zum Verzehr ungeeignet.